# Helius (Helius) chintoo
Helius (Helius) chintoo is een tweevleugelige uit de familie steltmuggen (Limoniidae). De soort komt voor in het Australaziatisch gebied.